# لوییس مارتین‌سانتوس
لوییس مارتین‌سانتوس ریبرا (۱۱ نوامبر ۱۹۲۴ - ۲۱ ژانویه ۱۹۶۴) نویسنده و روان‌پزشک اسپانیایی است. او نویسندهٔ رمان وقت سکوت است که آن را از مهم‌ترین رمان‌های اسپانیایی قرن بیستم نامیده‌اند.

## زندگی‌نامه
مارتین ‌سانتوس سال ۱۹۲۴ در شهر عرائش در مراکش متولد شد. پدرش، لئاندرو مارتین ‌سانتوس پزشک نظامی بود. او در ۵ سالگی به همراه خانواده به سان‌سباستین مهاجرت کرد و بخش عمده‌ای از زندگی‌اش را آنجا گذراند. او در سالامانکا پزشکی خواند و مدرک دکترایش را در مادرید در رشتهٔ روان‌پزشکی گرفت. در مادرید با متخصص‌هایی چون خوان خوسه لوپس ایبور، پدرو لائین انترالگو و کارلوس کاستیا دل‌پینو آشنا شد. همان زمان بود که به ادبیات علاقه‌مند شد، به محفل کافه خیخون پیوست و در آن با بسیاری از نویسندگان مشهور نسل خود مانند ایگناسیو آلدکوئا، رافائل سانچس فرلوسیو و خوان بنت آشنا شد.
مارتین‌سانتوس در مقام روزنامه‌نگار گاوبازی و گزارش بحث دربارهٔ رئالیسم و واقعیت در ادبیات معاصر را منتشر کرد و در مقام شاعر بذر خاکستری را در سال ۱۹۴۵ چاپ کرد. مهم‌ترین تأثیر او در ادبیات در نحوهٔ روایت بود. او را آغازگر انقلاب تکنیکی رمان اجتماعی در دههٔ ۶۰ میلادی دانسته‌اند.
در سال ۱۹۵۱ او را به ریاست بیمارستان روان‌پزشکی سان‌سباستین منصوب کردند و در نتیجه به سان‌سباستین بازگشت. او به انجمن موسوم به «آکادمیا ارانته»، انجمنی که روشنفکران خستگی‌ناپذیر اسپانیایی که به دنبال شیوه‌های جدید بیان بودند در دههٔ ۶۰ میلادی تأسیسش کردند، وارد شد، آثار ژان‌پل سارتر را به دقت مطالعه کرد و به اگزیستانسیالیسم علاقه‌مند شد.
در سال ۱۹۵۳ با زنی به نام روسیو ازدواج کرد و ۲ سال بعد تزی با عنوان دیلتای، یاسپرس و ادراک بیمار روانی نوشت. در سال ۱۹۶۴ مقاله‌ای با عنوان آزادی، زودگذری و انتقال در روانکاوی اگزیستانسیالیستی نوشت. او در حزب سوسیالیست کارگری اسپانیا (PSOE)، که در آن زمان حزبی مخفی بود، عضو شد و در ۳ دورهٔ مختلف به زندان افتاد.
اواخر سال ۱۹۶۰ بود که نوشتن رمان وقت سکوت را به پایان رساند که البته در سال ۱۹۶۲ با ۲۰ صفحهٔ سانسورشده چاپ شد. نسخهٔ سانسورنشده اولین‌بار در سال ۱۹۸۱ چاپ شد. در این رمان او از گفتار درونی، دوم‌شخص، سبک آزاد غیرمستقیم، مسخ واقعیت و افسانه‌ها استفادهٔ خلاقانه کرده‌است؛ ابزارهای روایتی که جیمز جویس پیشرو استفاده از آن‌ها بود.
یک سال پس از چاپ کتاب همسرش روسیو درگذشت. او نوشتن رمان وقت تخریب را آغاز کرد که به علت مرگش در تصادف رانندگی در ۲۱ ژانویهٔ ۱۹۶۴ ناتمام ماند. با این وجود وقت تخریب در سال ۱۹۷۵ چاپ شد. همان ناشر مجموعه‌ای از داستان‌های کوتاه او را که پس از مرگش پیدا شده بود در سال ۱۹۷۰ با نام حکایات اخلاقی چاپ کرد.
از رمان وقت سکوت، فیلمی با همین نام و به کارگردانی ویسنته آراندا ساخته شده‌است.

## آثار
- دیلتای، یاسپرس و ادراک بیمار روانی
- آزادی، زودگذری و انتقال در روانکاوی اگزیستانسیالیستی
- وقت سکوت
- وقت تخریب
- حکایات اخلاقی

## آثار ترجمه‌شده به فارسی
- وقت سکوت، ونداد جلیلی، نشر چشمه - تهران (۱۳۹۶)